# 創元ゲームブック・コンテスト
創元ゲームブック・コンテスト（そうげんゲームブック・コンテスト）は、1986年から1989年にかけて東京創元社が主催したゲームブックの公募新人文学賞である。
当時ブームであったゲームブックの新人作家の発掘を目的として3回開催された。しかし、ブームの沈静化後の急激なゲームブック市場の縮小により、第3回の審査結果発表は行われなかった。審査結果発表と選評は創元推理文庫のゲームブックレーベル、スーパーアドベンチャーゲームに挿入された小冊子「アドベンチャラーズ・イン」に掲載された。受賞作の大半はスーパーアドベンチャーゲームレーベルから刊行された。

## 第1回
「アドベンチャラーズ・イン」3号（1986年10月）で募集、SPECIAL（1987年4月）で審査結果発表。応募総数119作。
- 入賞
  - 該当者無し
- 佳作
  - 茂木裕子『ベルゼブルの竜』
  - 伊藤武雄『紅蓮の騎士』
  - 武田誠、新『二人の勇者』
  - 宮原弥寿子『少年と鷲』
- 努力賞
  - 光井栄次『戦士たちの秘剣』

募集発表から締切まで3か月という短期間にもかかわらず多数の作品が集まったが、急ごしらえで推敲もされていないような低品質の作品もいくつかあったという。
項目数はどの作品も多めの傾向があり、最低でも300、平均でも500程度だった。中には当時世界最大だった『ネバーランドのリンゴ』の1000項目を越える1200や1400、果ては2200項目というものすらあった。また、『ドルアーガの塔』のルールをそのまま借用している作品が多く、問題視された。
コンテストの入賞条件は「そのままのかたちで出版可能であり、しかもオリジナリティに富んだ作品」であり、結局それを充たす作品はなかった。しかし、改良さえすれば優れた本になり得る4作品が佳作として選ばれ、そのうち2つは実際に出版された。また、作者が12歳という若さで最終選考まで残った『戦士たちの秘剣』には努力賞が贈られた。

## 第2回
「アドベンチャラーズ・イン」5号（1987年2月）・6号（1987年7月）で募集、SPECIAL2号（1988年8月）で選考中間発表、13号（1989年2月）で審査結果発表。応募総数62作。
- 入賞
  - 該当者無し
- 佳作
  - 新井一博・都丸美智夫・斎藤智亮・菊池正人『ウォーロック・サーガ』
  - 宮原弥寿子『エクセア』
  - 井上欣久『デーモン・マスターI / 迷宮の魔剣』

応募総数は前回から半減したが、執筆期間が6か月設けられたことにより全体的な質が向上し、ひと目で没となる作品はまったくなかった。その反面、どの作品も平凡にまとまってしまい、破綻しつつも面白いと思わせるような力強さには欠けていたという。
今回も入賞に値するものはなく、代わりに3つの佳作が選ばれた。そのうち実際に出版されたのは2冊である。『迷宮の魔剣』も近刊として広告に名を連ねるまではしたが、刊行には至らなかった。

## 第3回
「アドベンチャラーズ・イン」13号（1989年2月）で募集、審査結果発表は無し。応募総数30未満。
応募総数の激減に、前回までと同じ基準で選考することが難しく、入賞作の選定は取りやめられた。それまでの佳作同様に、優秀な作品を手直ししつつ刊行することになったが、レーベル自体の停止に伴い実現せずに終わった。

## 刊行作
いずれも東京創元社刊
- 伊藤武雄『紅蓮の騎士』（1988年6月）
- 茂木裕子『ベルゼブルの竜』（1988年8月）
- 茂木裕子『夜の馬』（1990年2月）
  - 第2回応募作だが、前作『ベルゼブルの竜』の続編であることから審査対象から外された。
- 宮原弥寿子『エクセア』（1989年10月）
- 新井一博・堀蔵人『第七の魔法使い』（1992年6月）
  - 第2回佳作『ウォーロック・サーガ』を元にしたゲームブック。

## 選考委員
- 第1回 - 安田均・古川尚美・林友彦・新藤克己（東京創元社編集部）
- 第2回 - 安田均・古川尚美・本田成二・新藤克己
- 第3回 - 不明